# Übersetzung (Technik)
Als Übersetzung wird in der Technik der Vorgang bezeichnet, bei dem der Wert einer physikalischen Größe in einen anderen Wert derselben Größe umgewandelt (übersetzt) wird.
Der Quotient beider Werte ist das dimensionslose Übersetzungsverhältnis (Formelzeichen {\displaystyle i}).
Bei der Umwandlung von Drehzahlen mit meistens einem Rädergetriebe ist das Übersetzungsverhältnis der Quotient zwischen  eingehender und ausgehender Drehzahl, wobei i. d. R. die Drehzahl einer Arbeitsmaschine (z. B. ein Automobil) an die sie antreibende Kraftmaschine (z. B. der Motor des Automobils) angepasst wird.
Nach DIN ist als Übersetzungsverhältnis der Quotient aus Drehzahl der Kraftmaschine (Getriebeeingang) und Drehzahl der Arbeitsmaschine (Getriebeausgang) definiert. Bei i > 1 wird die Drehzahl verkleinert, aber das übertragene Drehmoment vergrößert. Bei i > 1 wird umgangssprachlich Untersetzung bzw.  Übersetzung ins Langsame und bei  i < 1 Übersetzung  ins Schnelle gebraucht.

## Grundlagen
Anders als ein Wandler wandelt ein Übersetzer keine physikalische Größe. Vielmehr ist das Ergebnis der Übersetzung vom gleichen Größentyp wie der Eingang.
Eine Übersetzung kann nur so erfolgen, dass die Hauptsätze der Thermodynamik eingehalten werden. Das betrifft insbesondere die Energieerhaltung (erster Hauptsatz) und die Vermehrung der Entropie (zweiter Hauptsatz).

## Mechanik
Grundlage einer mechanischen Übersetzung ist immer das Prinzip einer einfachen Maschine (Seil/Stange, Rolle, Hebel, schiefe Ebene). Im idealisierten Fall sind diese einfachen Maschinen und ihre Kombinationen, aus denen jede beliebige, noch so komplizierte Maschine (im Sinne der Physik) besteht, Übertrager von Kräften – in der praktischen Anwendung jedoch nur Übersetzer, weil es keine realen „idealen Körper“ gibt und sich zwangsläufig Verluste ergeben. In weiterer Folge übertragen Bauteile von Maschinen – bzw. übersetzen im Realen – dann Bewegung (dynamische Maschine oder als Lastausgleich im Tragwerk), Energie oder Leistung.
Transmission im Maschinenbau beschreibt die Kraftübertragung durch Konstruktionselemente wie Stangen, Riemengetriebe (speziell die historischen Transmissionen der Industrialisierung), Wellen, Zahnräder und Ähnliches sowie durch Kombinationen dieser Elemente. Das Übersetzungsverhältnis bezieht sich auf eine einzelne Konstruktionselementpaarung oder die gesamte Transmission.

### Das Übersetzungsverhältnis

2-stufiges Stirnradgetriebe.
Antrieb links, Abtrieb rechts :
z_{1} = 14
z_{2} = 42
z_{3} = 14
z_{4} = 28
i_{Stufe 1} = z_{2} / z_{1} = 42 / 14 = 3
i_{Stufe 2} = z_{4} / z_{3} = 28 / 14 = 2
i_{Ges} = i_{Stufe 1} × i_{Stufe 2} = 6

Das Übersetzungsverhältnis {\displaystyle i} von einzelnen Paarungen kann über verschiedene Beziehungen zwischen dem antreibenden Konstruktionselement (Antrieb) und dem angetriebenen Konstruktionselement (Abtrieb) berechnet werden, zum Beispiel bei:
- Riemengetrieben über die wirksamen Durchmesser {\displaystyle d} der Riemenscheiben:

{\displaystyle i={\frac {d_{\text{Abtrieb}}}{d_{\text{Antrieb}}}}}
- Zahnrad-, Zahnriemen- und Kettengetrieben über die Anzahl {\displaystyle z} der Zähne der Getrieberäder:

{\displaystyle i={\frac {z_{\text{Abtrieb}}}{z_{\text{Antrieb}}}}}
- Passend dazu ergibt sich, bei Vernachlässigung von Verlusten, das übertragene Drehmoment {\displaystyle M}:

{\displaystyle i={\frac {M_{\text{Abtrieb}}}{M_{\text{Antrieb}}}}}
Umgekehrt zu den Drehmomenten verhalten sich die Drehzahlen {\displaystyle n} der Getrieberäder bzw. deren Winkelgeschwindigkeiten {\displaystyle \omega }. Sie sind umso niedriger, je höher das Drehmoment ist.
{\displaystyle i={\frac {n_{\text{Antrieb}}}{n_{\text{Abtrieb}}}}={\frac {\omega _{\text{Antrieb}}}{\omega _{\text{Abtrieb}}}}}
Des Weiteren gilt:
- Ist die Antriebsdrehzahl größer als die Abtriebsdrehzahl (also der Betrag des Übersetzungsverhältnisses {\displaystyle |i|>1}), spricht man von einer Übersetzung ins Langsame[1], manchmal umgangssprachlich auch von einer Untersetzung.
- Bei Umlaufrädergetrieben mit parallelen Wellen werden Übersetzungen als negativ angegeben, wenn die Räder sich gegensinnig drehen.[2]
- Bei einer Reihenschaltung mehrerer Getriebe errechnet sich die Gesamtübersetzung[3] zu:

{\displaystyle i_{\text{Ges}}=\prod _{k=1}^{n}i_{k}=i_{1}\cdot i_{2}\cdot i_{3}\cdot \ldots \cdot i_{n}}
- Der Ausdruck Gang entspricht dem Übertragungsverhältnis Ganghöhe von Umdrehung zu Vorschub bei Schraubenlinien (Gewinden) – bei mehrstufigen Getriebekonstruktionen spricht man von Gängen für die Abstufungen der Übersetzungsverhältnisse. Bei betragsmäßig kleinem {\displaystyle i} spricht man von einem hohen Gang, bei großem {\displaystyle i} von einem niedrigen Gang (in der Fahrzeug- und Antriebstechnik etwa vom Kriechgang bei extrem hohem Übersetzungsverhältnis).

## Elektrotechnik
Ein einfacher Transformator besteht aus zwei Spulen und setzt eine an einer Spule angelegte Wechselspannung in eine niedrigere oder höhere Wechselspannung in der anderen Spule um. Dabei entspricht das Übersetzungsverhältnis der beiden Spannungen dem Verhältnis der Windungszahlen der beiden Spulen.
Spezielle Bauformen von Transformatoren wie Messwandler werden zur Anpassung von hohen elektrischen Spannungen oder Strömen an kostengünstige Messgeräte eingesetzt. Trotz der Bezeichnung „Wandler“ sind dies Umsetzer.

## Sonderfälle
- Zahnräder müssen nicht unbedingt rund sein: Für die Umsetzung einer Drehbewegung in eine Pendelbewegung mit annähernd konstanter Geschwindigkeit außerhalb der Wendepunkte kann ein Zahnradpaar aus zwei elliptischen Zahnrädern verwendet werden. Das Übersetzungsverhältnis ist dann abhängig vom aktuellen Drehwinkel des Antriebszahnrades.[4]
- Eine etwas kuriose Anwendung von Getriebeübersetzung ist die Unendlichkeitsmaschine.